# 金桃柳属
金桃柳属（学名：Tristania）也称红胶木属，是桃金娘科下的一个属，为乔木或灌木植物。该属唯一一種分佈在新南威爾士。
属名Tristania为纪念法国植物学家Jules M. C. Tristan（1776-1861）而命名。